# ويلي أليمان
ويلي أليمان هو لاعب كرة قدم سويسري في مركز الدفاع، ولد في 10 يونيو 1942 في سويسرا. شارك مع منتخب سويسرا لكرة القدم. أما مع النوادي، فقد لعب مع نادي غرينشين ‏.

## وصلات خارجية
- ويلي أليمان على موقع الاتحاد الدولي (مؤرشف)  (الإنجليزية)
- ويلي أليمان على موقع قاعدة بيانات كرة القدم.إي يو (الإنجليزية)
- ويلي أليمان على موقع ناشيونال فوتبول تيمز (الإنجليزية)
- ويلي أليمان على موقع عالم كرة القدم.نت (الإنجليزية)